# Sager (släkt)
Sager är en släkt med rötter i Pommern. Till Sverige inflyttade fältskären Daniel Sager, född 1610 i Arnswalde, Neumark, och kom att bli stamfader för släktens svenska gren.

## Stamtavla över kända medlemmar
- Daniel Sager (1610–1676), fältskär
  - Gustaf Sager (1660–1710), buntmakare
    - Daniel Sager (1696–1742), bruksförvaltare
      - Gudmund Sager (1727–1803), bruksförvaltare på Götafors gift med Cecilia Kamph
        - Daniel Sager (1763–1819), bruksförvaltare på Nissafors gift med Clarta Christina Kjellerstedt
          - Gudmund Magnus Sager (1801–1858), bruksägare på Ryfors bruk  gift med Josephine Schönherr
            - Robert Sager (1850–1919), överstekammarjunkare, bruksägare på Ryfors bruk  gift med Marie Moltke Huitfelt
              - Leo Sager (1889–1948), legationsråd, ägde Ryfors bruk nedre  gift med Vera Brunner

            - Edvard Sager (1853–1939), hovstallmästare,  bruksägare på Ryfors bruk, gift med Ida Fock
              - John-Henry Sager (1904–1984), civilingenjör

        - Gustaf Sager (1770–1832), bruksförvaltare 
          - Hans Gudmund Sager (1802–1873), bruksägare
            - Emma Mathilda Sager (1835–1875), tecknare, gift med Anders Malkolm Nelson, lantbrukare
              - Olof Sager-Nelson (1868–1896), konstnär

          - Johanna Sager (1808-1903)
            - Anna Sjöstrand (1838-1901)
              - Axel Mauritz Sager (1867-1914), kyrkoherde
                - Lennart Sager (1910–1978), kyrkoherde

        - Gabriel Sager (1779–1834), bruksförvaltare
          - Sofie Sager (1825–1901), författare och feminist